# Andorra ai XIII Giochi olimpici invernali
Andorra partecipò ai XIII Giochi olimpici invernali, svoltisi a Lake Placid, Stati Uniti, dal 14 al 23 febbraio 1980, con una delegazione di 3 atleti impegnati in una disciplina.